# 미쓰정 (히로시마현)
미쓰정(三津町)은 히로시마현 가모군에 설치되었던 정이다. 현재의 히가시히로시마시에 해당한다.

## 역사
- 1889년 4월 1일 - 정촌제 시행에 의해 가모군 미쓰촌이 단독으로 촌제를 시행해 미쓰촌이 성립하였다.
- 1893년 4월 12일 - 정으로 승격해 미쓰정이 되었다.
- 1943년 1월 1일 - 하야타와라촌, 도요타군 기다니촌과 합병, 아키쓰정이 신설해 폐지되었다.

## 교통

### 철도
- 일본국유철도
  - 구레선

## 참고문헌
- 『広島県紳士録 昭和8年版』西日本興信所、1933年。
- 阪田泰正『芸州賀茂郡三津町の記録』安芸津記念病院郷土史料室、1976年。
- 『角川日本地名大辞典 34 広島県』。
- 『市町村名変遷辞典』東京堂出版、1990年。